# Catocala yunnanensis
Catocala yunnanensis är en fjärilsart som beskrevs av Clayton Dissinger Mell 1936. Catocala yunnanensis ingår i släktet Catocala och familjen nattflyn. Inga underarter finns listade i Catalogue of Life.